# Faiditus laraensis
Faiditus laraensis är en spindelart som först beskrevs av González och Carmen 1996.  Faiditus laraensis ingår i släktet Faiditus och familjen klotspindlar. Inga underarter finns listade i Catalogue of Life.